# WTA Tour 2019
Il WTA Tour 2019 è un insieme di tornei femminili di tennis organizzati dalla Women's Tennis Association (WTA). Include i tornei del Grande Slam (organizzati in collaborazione con la International Tennis Federation), i Tornei WTA Premier, i Tornei WTA International, la Fed Cup (organizzata dall'ITF), il WTA Elite Trophy e le WTA Finals.

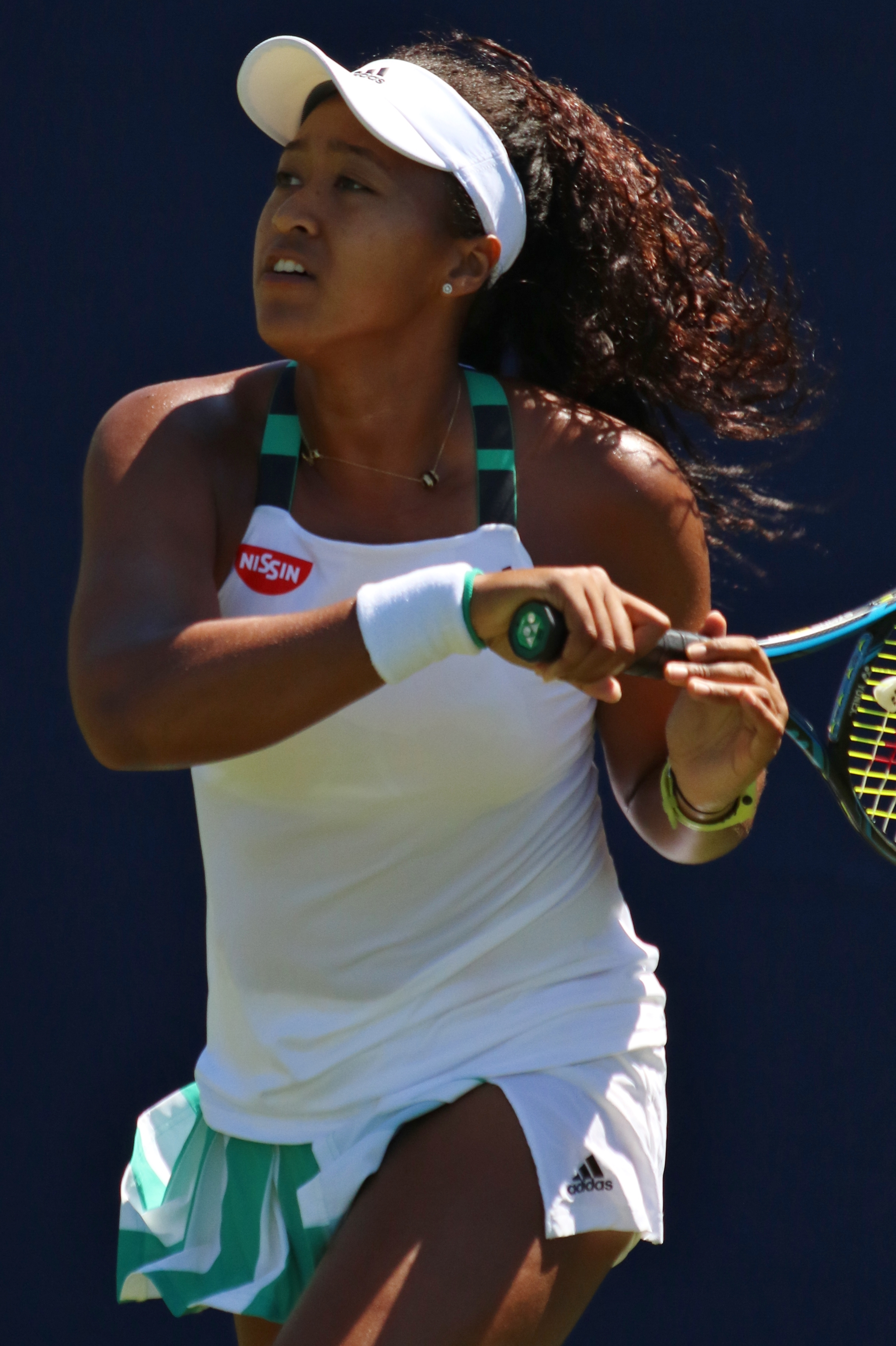
Naomi Ōsaka è la vincitrice dell'Australian Open

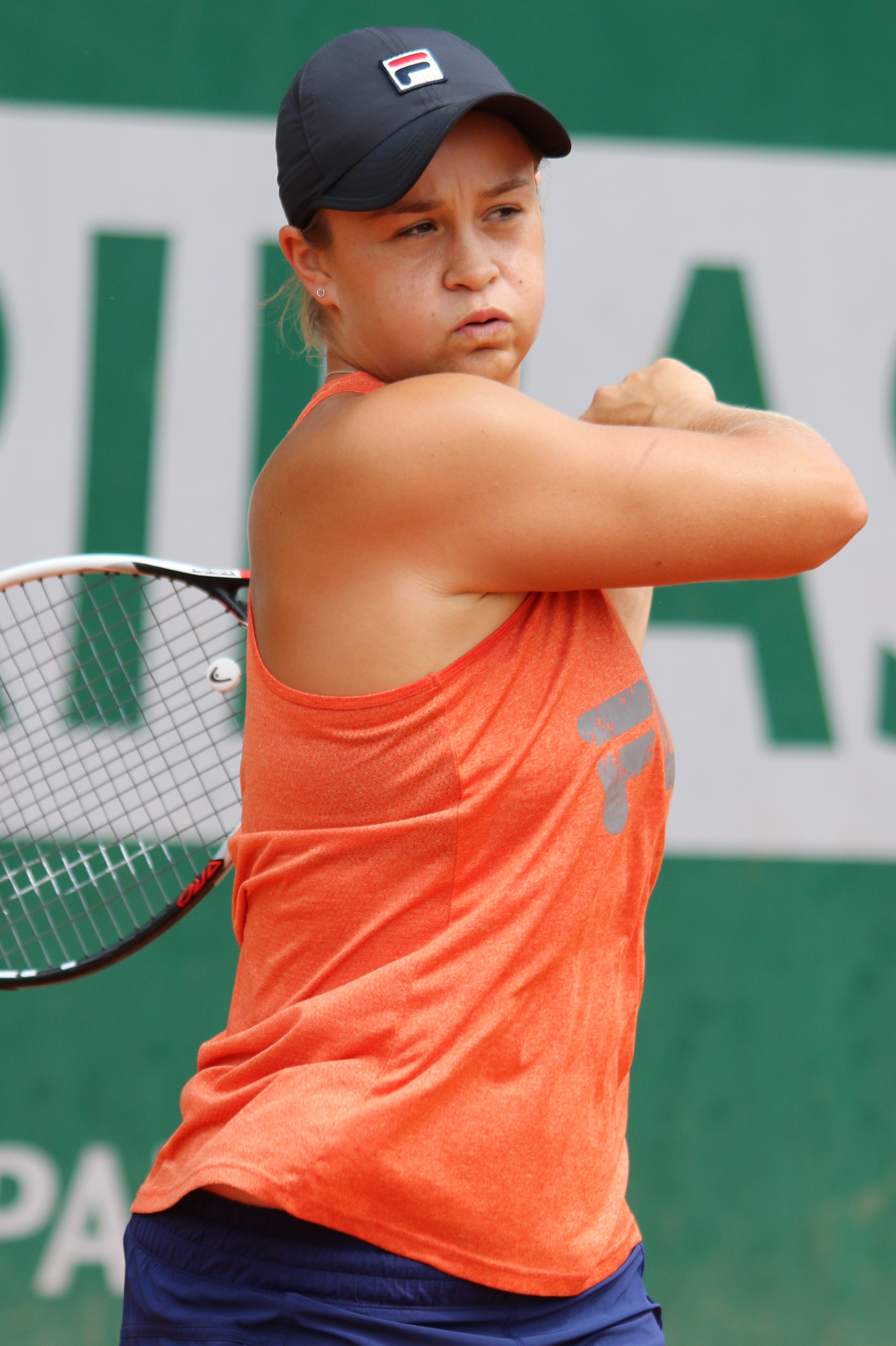
Ashleigh Barty è la vincitrice dell'Open di Francia

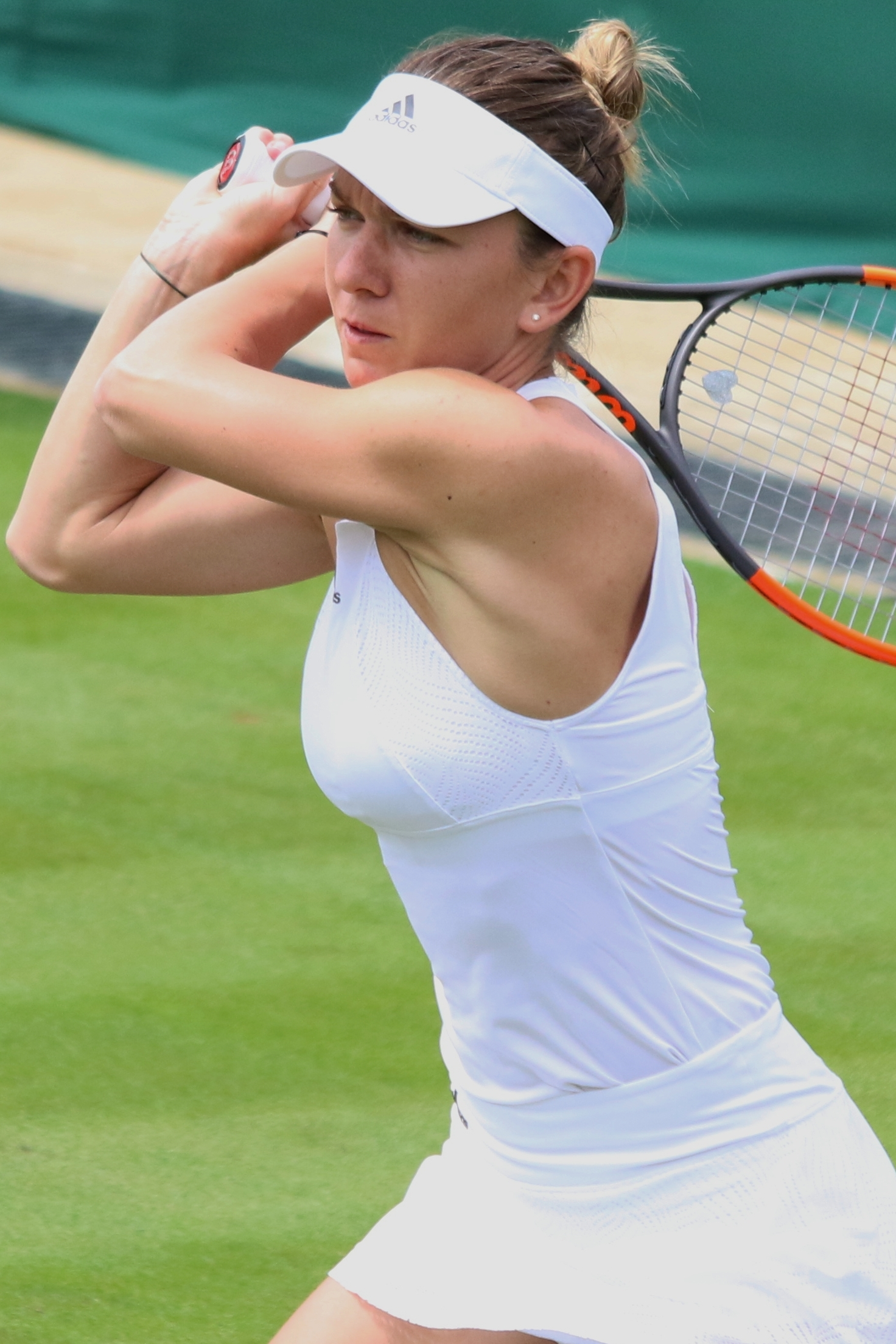
Simona Halep è la vincitrice del Torneo di Wimbledon

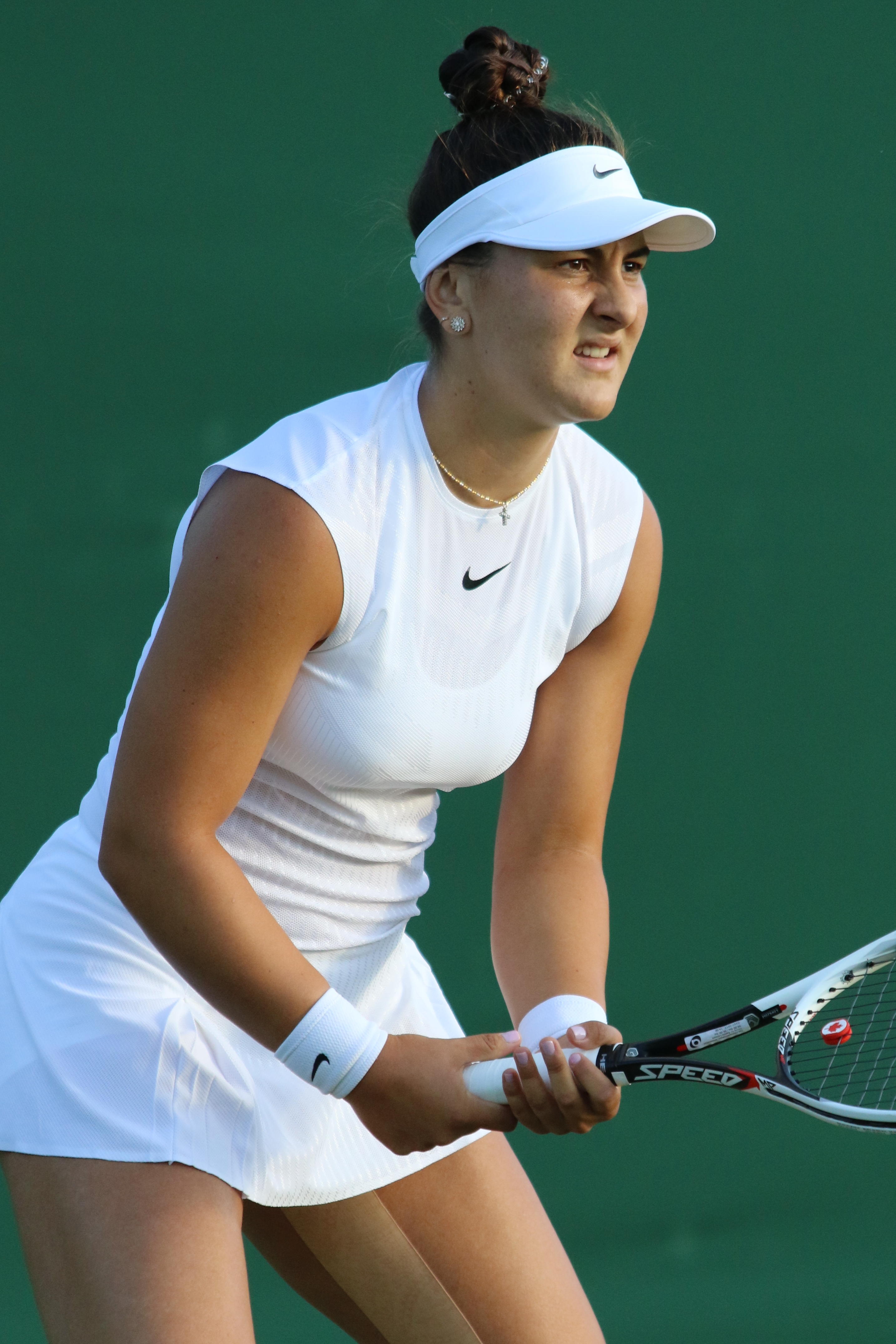
Bianca Andreescu è la vincitrice dello US Open, diventando la prima canadese e la prima tennista nata negli anni duemila a vincere un titolo del Grande Slam

## Calendario
Questo è il calendario completo degli eventi del 2019, con i risultati in progressione dai quarti di finale.
Legenda
| Grande Slam           |
| WTA Finals            |
| WTA Elite Trophy      |
| WTA Premier Mandatory |
| WTA Premier 5         |
| Olimpiade             |
| WTA Premier           |
| WTA International     |
| Torneo a squadre      |

### Gennaio
| Settimana             | Torneo | Campionesse                                           | Finaliste                           | Semifinaliste                                   | Eliminate ai quarti                                                            |
| --------------------- | --- | ----------------------------------------------------- | ----------------------------------- | ----------------------------------------------- | ------------------------------------------------------------------------------ |
| 31 dicembre           | Hopman Cup 2019 Perth, Australia Hopman Cup 1 000 000 $ - Cemento - 8 teams (RR)                                                   | Svizzera 2-1                                          | Germania                            | Round Robin (Gruppo A) Australia Spagna Francia | Round Robin (Gruppo B) Grecia Regno Unito Stati Uniti                          |
| 31 dicembre           | Brisbane International 2019 Brisbane, Australia WTA Premier 1 000 000 $ - Cemento - 30S/32Q/16D Singolare - Doppio                 | Karolína Plíšková 4-6, 7-5, 6-2                       | Lesja Curenko                       | Donna Vekić Naomi Ōsaka                         | Aliaksandra Sasnovich Ajla Tomljanović Anett Kontaveit Anastasija Sevastova    |
| 31 dicembre           | Brisbane International 2019 Brisbane, Australia WTA Premier 1 000 000 $ - Cemento - 30S/32Q/16D Singolare - Doppio                 | Nicole Melichar Květa Peschke 6-1, 6-1                | Chan Hao-ching Latisha Chan         | Donna Vekić Naomi Ōsaka                         | Aliaksandra Sasnovich Ajla Tomljanović Anett Kontaveit Anastasija Sevastova    |
| 31 dicembre           | Shenzhen Open 2019 Shenzhen, Cina WTA International 750 000 $ - Cemento - 32S/16Q/16D Singolare - Doppio                           | Aryna Sabalenka 4-6, 7–6(2), 6-3                      | Alison Riske                        | Wang Yafan Vera Zvonarëva                       | Marija Šarapova Monica Niculescu Sorana Cîrstea Veronika Kudermetova           |
| 31 dicembre           | Shenzhen Open 2019 Shenzhen, Cina WTA International 750 000 $ - Cemento - 32S/16Q/16D Singolare - Doppio                           | Peng Shuai Yang Zhaoxuan 6-4, 6-3                     | Duan Yingying Renata Voráčová       | Wang Yafan Vera Zvonarëva                       | Marija Šarapova Monica Niculescu Sorana Cîrstea Veronika Kudermetova           |
| 31 dicembre           | ASB Classic 2019 Auckland, Nuova Zelanda WTA International 250 000 $ - Cemento - 32S/32Q/16D Singolare - Doppio                    | Julia Görges 2-6, 7-5, 6-1                            | Bianca Andreescu                    | Hsieh Su-wei Viktória Kužmová                   | Venus Williams Sara Sorribes Tormo Amanda Anisimova Eugenie Bouchard           |
| 31 dicembre           | ASB Classic 2019 Auckland, Nuova Zelanda WTA International 250 000 $ - Cemento - 32S/32Q/16D Singolare - Doppio                    | Eugenie Bouchard Sofia Kenin 1-6, 6-1, [10-7]         | Paige Mary Hourigan Taylor Townsend | Hsieh Su-wei Viktória Kužmová                   | Venus Williams Sara Sorribes Tormo Amanda Anisimova Eugenie Bouchard           |
| 7 gennaio             | Sydney International 2019 Sydney, Australia WTA Premier 823 000 $ - Cemento - 30S/32Q/16D Singolare - Doppio                       | Petra Kvitová 1-6, 7-5, 7–6(3)                        | Ashleigh Barty                      | Kiki Bertens Aljaksandra Sasnovič               | Elise Mertens Yulia Putintseva Timea Bacsinszky Angelique Kerber               |
| 7 gennaio             | Sydney International 2019 Sydney, Australia WTA Premier 823 000 $ - Cemento - 30S/32Q/16D Singolare - Doppio                       | Aleksandra Krunić Kateřina Siniaková 6-1, 7–6(3)      | Eri Hozumi Alicja Rosolska          | Kiki Bertens Aljaksandra Sasnovič               | Elise Mertens Yulia Putintseva Timea Bacsinszky Angelique Kerber               |
| 7 gennaio             | Hobart International 2019 Hobart, Australia WTA International 250 000 $ - Cemento - 32S/32Q/16D Singolare - Doppio                 | Sofia Kenin 6-3, 6-0                                  | Anna Karolína Schmiedlová           | Alizé Cornet Belinda Bencic                     | Kirsten Flipkens Greet Minnen Irina-Camelia Begu Dajana Jastrems'ka            |
| 7 gennaio             | Hobart International 2019 Hobart, Australia WTA International 250 000 $ - Cemento - 32S/32Q/16D Singolare - Doppio                 | Chan Hao-ching Latisha Chan 6-3, 3-6, [10-6]          | Kirsten Flipkens Johanna Larsson    | Alizé Cornet Belinda Bencic                     | Kirsten Flipkens Greet Minnen Irina-Camelia Begu Dajana Jastrems'ka            |
| 14 gennaio 21 gennaio | Australian Open 2019 Melbourne, Australia Grande Slam 28 814 100 A$ - Cemento - 128S/96Q/64D/32X Singolare - Doppio - Doppio misto | Naomi Ōsaka 7–6(2), 5–7, 6–4                          | Petra Kvitová                       | Karolína Plíšková Danielle Collins              | Serena Williams Elina Svitolina Ashleigh Barty Anastasija Pavljučenkova        |
| 14 gennaio 21 gennaio | Australian Open 2019 Melbourne, Australia Grande Slam 28 814 100 A$ - Cemento - 128S/96Q/64D/32X Singolare - Doppio - Doppio misto | Samantha Stosur Zhang Shuai 6-3, 6-4                  | Tímea Babos Kristina Mladenovic     | Karolína Plíšková Danielle Collins              | Serena Williams Elina Svitolina Ashleigh Barty Anastasija Pavljučenkova        |
| 14 gennaio 21 gennaio | Australian Open 2019 Melbourne, Australia Grande Slam 28 814 100 A$ - Cemento - 128S/96Q/64D/32X Singolare - Doppio - Doppio misto | Barbora Krejčíková Rajeev Ram 7–6(3), 6-1             | Astra Sharma John-Patrick Smith     | Karolína Plíšková Danielle Collins              | Serena Williams Elina Svitolina Ashleigh Barty Anastasija Pavljučenkova        |
| 28 gennaio            | St. Petersburg Ladies Trophy 2019 San Pietroburgo, Russia WTA Premier 823 000 $ - Cemento - 28S/32Q/16D Singolare - Doppio         | Kiki Bertens 7–6(2), 6-4                              | Donna Vekić                         | Vera Zvonarëva Aryna Sabalenka                  | Petra Kvitová Dar'ja Kasatkina Ekaterina Aleksandrova Anastasija Pavljučenkova |
| 28 gennaio            | St. Petersburg Ladies Trophy 2019 San Pietroburgo, Russia WTA Premier 823 000 $ - Cemento - 28S/32Q/16D Singolare - Doppio         | Margarita Gasparjan Ekaterina Makarova 7-5, 7-5       | Anna Kalinskaja Viktória Kužmová    | Vera Zvonarëva Aryna Sabalenka                  | Petra Kvitová Dar'ja Kasatkina Ekaterina Aleksandrova Anastasija Pavljučenkova |
| 28 gennaio            | Thailand Open 2019 Hua Hin, Thailandia WTA International 250 000 $ - Cemento - 32S/24Q/16D Singolare - Doppio                      | Dajana Jastrems'ka 6-2, 2-6, 7–6(3)                   | Ajla Tomljanović                    | Magda Linette Tamara Zidanšek                   | Garbiñe Muguruza Wang Yafan Zheng Saisai Viktorija Golubic                     |
| 28 gennaio            | Thailand Open 2019 Hua Hin, Thailandia WTA International 250 000 $ - Cemento - 32S/24Q/16D Singolare - Doppio                      | Irina-Camelia Begu Monica Niculescu 2-6, 6-1, [12-10] | Anna Blinkova Wang Yafan            | Magda Linette Tamara Zidanšek                   | Garbiñe Muguruza Wang Yafan Zheng Saisai Viktorija Golubic                     |

### Febbraio
| Settimana   | Torneo | Campionesse                                                                     | Finaliste                                                       | Semifinaliste                              | Eliminate ai quarti                                                   |
| ----------- | --- | ------------------------------------------------------------------------------- | --------------------------------------------------------------- | ------------------------------------------ | --------------------------------------------------------------------- |
| 4 febbraio  | Fed Cup 2019 Quarti di finale Ostrava, Repubblica Ceca - cemento (i) Liegi, Belgio - cemento (i) Braunschweig, Germania - cemento (i) Asheville, Stati Uniti - cemento (i) | Vincenti quarti di finale Romania 3-2 Francia 3-1 Bielorussia 4-0 Australia 3-2 | Perdenti quarti di finale Rep. Ceca Belgio Germania Stati Uniti |                                            |                                                                       |
| 11 febbraio | Qatar Total Open 2019 Doha, Qatar WTA Premier 916 131 $ - Cemento - 56S/32Q/28D Singolare - Doppio                                                                         | Elise Mertens 3-6, 6-4, 6-3                                                     | Simona Halep                                                    | Elina Svitolina Angelique Kerber           | Julia Görges Karolína Muchová Barbora Strýcová Kiki Bertens           |
| 11 febbraio | Qatar Total Open 2019 Doha, Qatar WTA Premier 916 131 $ - Cemento - 56S/32Q/28D Singolare - Doppio                                                                         | Chan Hao-ching Latisha Chan 6-1, 3-6, [10-6]                                    | Anna-Lena Grönefeld Demi Schuurs                                | Elina Svitolina Angelique Kerber           | Julia Görges Karolína Muchová Barbora Strýcová Kiki Bertens           |
| 18 febbraio | Dubai Tennis Championships 2019 Dubai, Emirati Arabi WTA Premier 5 2 828 000 $ - Cemento - 28S/32Q/16D Singolare - Doppio                                                  | Belinda Bencic 6-3, 1-6, 6-2                                                    | Petra Kvitová                                                   | Elina Svitolina Hsieh Su-wei               | Carla Suárez Navarro Simona Halep Karolína Plíšková Viktória Kužmová  |
| 18 febbraio | Dubai Tennis Championships 2019 Dubai, Emirati Arabi WTA Premier 5 2 828 000 $ - Cemento - 28S/32Q/16D Singolare - Doppio                                                  | Hsieh Su-wei Barbora Strýcová 6-4, 6-4                                          | Lucie Hradecká Ekaterina Makarova                               | Elina Svitolina Hsieh Su-wei               | Carla Suárez Navarro Simona Halep Karolína Plíšková Viktória Kužmová  |
| 18 febbraio | Hungarian Ladies Open 2019 Budapest, Ungheria WTA International 250 000 $ - Cemento indoor - 32S/24Q/16D Singolare - Doppio                                                | Alison Van Uytvanck 1-6, 7-5, 6-2                                               | Markéta Vondroušová                                             | Ekaterina Aleksandrova Anastasija Potapova | Kateryna Kozlova Pauline Parmentier Sorana Cîrstea Irina-Camelia Begu |
| 18 febbraio | Hungarian Ladies Open 2019 Budapest, Ungheria WTA International 250 000 $ - Cemento indoor - 32S/24Q/16D Singolare - Doppio                                                | Ekaterina Aleksandrova Vera Zvonarëva 6-4, 4-6, [10-7]                          | Fanny Stollár Heather Watson                                    | Ekaterina Aleksandrova Anastasija Potapova | Kateryna Kozlova Pauline Parmentier Sorana Cîrstea Irina-Camelia Begu |
| 25 febbraio | Abierto Mexicano de Tenis 2019 Acapulco, Messico WTA International 250 000 $ - Cemento - 32S/24Q/16D Singolare - Doppio                                                    | Wang Yafan 2-6, 6-3, 7-5                                                        | Sofia Kenin                                                     | Donna Vekić Bianca Andreescu               | Beatriz Haddad Maia Johanna Konta Zheng Saisai Viktoryja Azaranka     |
| 25 febbraio | Abierto Mexicano de Tenis 2019 Acapulco, Messico WTA International 250 000 $ - Cemento - 32S/24Q/16D Singolare - Doppio                                                    | Viktoryja Azaranka Zheng Saisai 6-1, 6-2                                        | Desirae Krawczyk Giuliana Olmos                                 | Donna Vekić Bianca Andreescu               | Beatriz Haddad Maia Johanna Konta Zheng Saisai Viktoryja Azaranka     |

### Marzo
| Settimana         | Torneo | Campionesse                               | Finaliste                             | Semifinaliste                  | Eliminate ai quarti                                                   |
| ----------------- | --- | ----------------------------------------- | ------------------------------------- | ------------------------------ | --------------------------------------------------------------------- |
| 4 marzo 11 marzo  | Indian Wells Open 2019 Indian Wells, Stati Uniti WTA Premier Mandatory 9 035 428 $ - Cemento - 96S/48Q/32D Singolare - Doppio | Bianca Andreescu 6-4, 3-6, 6-4            | Angelique Kerber                      | Belinda Bencic Elina Svitolina | Karolína Plíšková Venus Williams Garbiñe Muguruza Markéta Vondroušová |
| 4 marzo 11 marzo  | Indian Wells Open 2019 Indian Wells, Stati Uniti WTA Premier Mandatory 9 035 428 $ - Cemento - 96S/48Q/32D Singolare - Doppio | Elise Mertens Aryna Sabalenka 6-3, 6-2    | Barbora Krejčíková Kateřina Siniaková | Belinda Bencic Elina Svitolina | Karolína Plíšková Venus Williams Garbiñe Muguruza Markéta Vondroušová |
| 18 marzo 25 marzo | Miami Open 2019 Miami Gardens, Stati Uniti WTA Premier Mandatory 9 035 428 $ - Cemento - 96S/48Q/32D Singolare - Doppio       | Ashleigh Barty 7-6(1), 6-3                | Karolína Plíšková                     | Anett Kontaveit Simona Halep   | Hsieh Su-wei Petra Kvitová Markéta Vondroušová Wang Qiang             |
| 18 marzo 25 marzo | Miami Open 2019 Miami Gardens, Stati Uniti WTA Premier Mandatory 9 035 428 $ - Cemento - 96S/48Q/32D Singolare - Doppio       | Elise Mertens Aryna Sabalenka 7–6(5), 6-2 | Samantha Stosur Zhang Shuai           | Anett Kontaveit Simona Halep   | Hsieh Su-wei Petra Kvitová Markéta Vondroušová Wang Qiang             |

### Aprile
| Settimana | Torneo | Campionesse                                              | Finaliste                                 | Semifinaliste                         | Eliminate ai quarti                                                          |
| --------- | --- | -------------------------------------------------------- | ----------------------------------------- | ------------------------------------- | ---------------------------------------------------------------------------- |
| 1º aprile | Volvo Car Open 2019 Charleston, Stati Uniti WTA Premier 823 000 $ - Terra verde - 56S/32Q/16D Singolare - Doppio                        | Madison Keys 7–6(5), 6-3                                 | Caroline Wozniacki                        | Mónica Puig Petra Martić              | Sloane Stephens Danielle Collins Belinda Bencic Maria Sakkarī                |
| 1º aprile | Volvo Car Open 2019 Charleston, Stati Uniti WTA Premier 823 000 $ - Terra verde - 56S/32Q/16D Singolare - Doppio                        | Anna-Lena Grönefeld Alicja Rosolska 7–6(7), 6-2          | Irina Chromačëva Veronika Kudermetova     | Mónica Puig Petra Martić              | Sloane Stephens Danielle Collins Belinda Bencic Maria Sakkarī                |
| 1º aprile | Monterrey Open 2019 Monterrey, Messico WTA International 250 000 $ - Cemento - 32S/32Q/16D Singolare - Doppio                           | Garbiñe Muguruza 6-1, 3-1 rit.                           | Viktoryja Azaranka                        | Angelique Kerber Magdaléna Rybáriková | Kirsten Flipkens Anastasija Pavljučenkova Sachia Vickery Kristina Mladenovic |
| 1º aprile | Monterrey Open 2019 Monterrey, Messico WTA International 250 000 $ - Cemento - 32S/32Q/16D Singolare - Doppio                           | Asia Muhammad Maria Sanchez 7–6(2), 6-4                  | Monique Adamczak Jessica Moore            | Angelique Kerber Magdaléna Rybáriková | Kirsten Flipkens Anastasija Pavljučenkova Sachia Vickery Kristina Mladenovic |
| 8 aprile  | Ladies Open Lugano 2019 Lugano, Svizzera WTA International 250 000 $ - Terra rossa - 32S/32Q/16D Singolare - Doppio                     | Polona Hercog 6-3, 3-6, 6-3                              | Iga Świątek                               | Kristýna Plíšková Fiona Ferro         | Svetlana Kuznecova Vera Lapko Stefanie Vögele Veronika Kudermetova           |
| 8 aprile  | Ladies Open Lugano 2019 Lugano, Svizzera WTA International 250 000 $ - Terra rossa - 32S/32Q/16D Singolare - Doppio                     | Sorana Cîrstea Andreea Mitu 1-6, 6-2, [10-8]             | Veronika Kudermetova Galina Voskoboeva    | Kristýna Plíšková Fiona Ferro         | Svetlana Kuznecova Vera Lapko Stefanie Vögele Veronika Kudermetova           |
| 8 aprile  | Claro Open Colsanitas 2019 Bogotà, Colombia WTA International 250 000 $ - Terra rossa - 32S/24Q/16D Singolare - Doppio                  | Amanda Anisimova 4-6, 6-4, 6-1                           | Astra Sharma                              | Beatriz Haddad Maia Lara Arruabarrena | María Camila Osorio Serrano Sara Sorribes Tormo Tamara Zidanšek Sara Errani  |
| 8 aprile  | Claro Open Colsanitas 2019 Bogotà, Colombia WTA International 250 000 $ - Terra rossa - 32S/24Q/16D Singolare - Doppio                  | Zoe Hives Astra Sharma 6-1, 6-2                          | Hayley Carter Ena Shibahara               | Beatriz Haddad Maia Lara Arruabarrena | María Camila Osorio Serrano Sara Sorribes Tormo Tamara Zidanšek Sara Errani  |
| 15 aprile | Fed Cup 2019 Semifinali Rouen, Francia - Terra rossa (i) Brisbane, Australia - Cemento                                                  | Francia 3-2 Australia 3-2                                | Romania Bielorussia                       |                                       |                                                                              |
| 22 aprile | Porsche Tennis Grand Prix 2019 Stoccarda, Germania WTA Premier 886 077 $ - Terra rossa indoor - 28S/32Q/16D Singolare - Doppio          | Petra Kvitová 6-3, 7–6(2)                                | Anett Kontaveit                           | Naomi Ōsaka Kiki Bertens              | Donna Vekić Viktoryja Azaranka Anastasija Sevastova Angelique Kerber         |
| 22 aprile | Porsche Tennis Grand Prix 2019 Stoccarda, Germania WTA Premier 886 077 $ - Terra rossa indoor - 28S/32Q/16D Singolare - Doppio          | Mona Barthel Anna-Lena Friedsam 2-6, 6-3, [10-6]         | Anastasija Pavljučenkova Lucie Šafářová   | Naomi Ōsaka Kiki Bertens              | Donna Vekić Viktoryja Azaranka Anastasija Sevastova Angelique Kerber         |
| 22 aprile | Istanbul Cup 2019 Istanbul, Turchia WTA International 250 000 $ - Terra rossa - 32S/24Q/16D Singolare - Doppio                          | Petra Martić 1-6, 6-4, 6-1                               | Markéta Vondroušová                       | Barbora Strýcová Margarita Gasparjan  | Lara Arruabarrena Elena Rybakina Kristina Mladenovic Veronika Kudermetova    |
| 22 aprile | Istanbul Cup 2019 Istanbul, Turchia WTA International 250 000 $ - Terra rossa - 32S/24Q/16D Singolare - Doppio                          | Tímea Babos Kristina Mladenovic 6-1, 6-0                 | Alexa Guarachi Sabrina Santamaria         | Barbora Strýcová Margarita Gasparjan  | Lara Arruabarrena Elena Rybakina Kristina Mladenovic Veronika Kudermetova    |
| 29 aprile | J&T Banka Prague Open 2019 Praga, Repubblica Ceca WTA International 250 000 $ - Terra rossa - 32S/32Q/16D Singolare - Doppio            | Jil Teichmann 7–6(5), 3-6, 6-4                           | Karolína Muchová                          | Barbora Strýcová Bernarda Pera        | Kateřina Siniaková Tamara Korpatsch Qiang Wang Natal'ja Vichljanceva         |
| 29 aprile | J&T Banka Prague Open 2019 Praga, Repubblica Ceca WTA International 250 000 $ - Terra rossa - 32S/32Q/16D Singolare - Doppio            | Anna Kalinskaja Viktória Kužmová 4-6, 7-5, [10-7]        | Nicole Melichar Květa Peschke             | Barbora Strýcová Bernarda Pera        | Kateřina Siniaková Tamara Korpatsch Qiang Wang Natal'ja Vichljanceva         |
| 29 aprile | Grand Prix SAR La Princesse Lalla Meryem 2019 Rabat, Marocco WTA International 250 000 $ - Terra rossa - 32S/32Q/16D Singolare - Doppio | Maria Sakkarī 2-6, 6-4, 6-1                              | Johanna Konta                             | Alison Van Uytvanck Ajla Tomljanović  | Elise Mertens Ysaline Bonaventure Rebecca Peterson Su-wei Hsieh              |
| 29 aprile | Grand Prix SAR La Princesse Lalla Meryem 2019 Rabat, Marocco WTA International 250 000 $ - Terra rossa - 32S/32Q/16D Singolare - Doppio | María José Martínez Sánchez Sara Sorribes Tormo 7-5, 6-1 | Georgina García Pérez Oksana Kalashnikova | Alison Van Uytvanck Ajla Tomljanović  | Elise Mertens Ysaline Bonaventure Rebecca Peterson Su-wei Hsieh              |

### Maggio
| Settimana          | Torneo | Campionesse                                        | Finaliste                        | Semifinaliste                     | Eliminate ai quarti                                                     |
| ------------------ | --- | -------------------------------------------------- | -------------------------------- | --------------------------------- | ----------------------------------------------------------------------- |
| 6 maggio           | Mutua Madrid Open 2019 Madrid, Spagna WTA Premier Mandatory 7 021 128 $ - Terra rossa - 64S/32Q/28D Singolare - Doppio           | Kiki Bertens 6-4, 6-4                              | Simona Halep                     | Belinda Bencic Sloane Stephens    | Naomi Ōsaka Ashleigh Barty Petra Martić Petra Kvitová                   |
| 6 maggio           | Mutua Madrid Open 2019 Madrid, Spagna WTA Premier Mandatory 7 021 128 $ - Terra rossa - 64S/32Q/28D Singolare - Doppio           | Hsieh Su-wei Barbora Strýcová 6-3, 6-1             | Gabriela Dabrowski Xu Yifan      | Belinda Bencic Sloane Stephens    | Naomi Ōsaka Ashleigh Barty Petra Martić Petra Kvitová                   |
| 13 maggio          | Internazionali BNL d'Italia 2019 Roma, Italia WTA Premier 5 3 452 538$ - Terra rossa - 56S/32Q/28D Singolare - Doppio            | Karolína Plíšková 6-3, 6-4                         | Johanna Konta                    | Kiki Bertens Maria Sakkarī        | Naomi Ōsaka Markéta Vondroušová Viktoryja Azaranka Kristina Mladenovic  |
| 13 maggio          | Internazionali BNL d'Italia 2019 Roma, Italia WTA Premier 5 3 452 538$ - Terra rossa - 56S/32Q/28D Singolare - Doppio            | Viktoryja Azaranka Ashleigh Barty 4-6, 6-0, [10-3] | Anna-Lena Grönefeld Demi Schuurs | Kiki Bertens Maria Sakkarī        | Naomi Ōsaka Markéta Vondroušová Viktoryja Azaranka Kristina Mladenovic  |
| 20 maggio          | Nürnberger Versicherungscup 2019 Norimberga, Germania WTA International 250 000 $ - Terra rossa - 32S/24Q/16D Singolare - Doppio | Yulia Putintseva 4-6, 6-4, 6-2                     | Tamara Zidanšek                  | Sorana Cîrstea Kateřina Siniaková | Anna-Lena Friedsam Nina Stojanović Veronika Kudermetova Madison Brengle |
| 20 maggio          | Nürnberger Versicherungscup 2019 Norimberga, Germania WTA International 250 000 $ - Terra rossa - 32S/24Q/16D Singolare - Doppio | Gabriela Dabrowski Xu Yifan 4-6, 7–6(5), [10-5]    | Sharon Fichman Nicole Melichar   | Sorana Cîrstea Kateřina Siniaková | Anna-Lena Friedsam Nina Stojanović Veronika Kudermetova Madison Brengle |
| 20 maggio          | Internationaux de Strasbourg 2019 Strasburgo, Francia WTA International 250 000 $ - Terra rossa - 32S/24Q/16D Singolare - Doppio | Dajana Jastrems'ka 6-4, 5-7, 7–6(3)                | Caroline Garcia                  | Chloé Paquet Aryna Sabalenka      | Dar'ja Gavrilova Marta Kostjuk Fiona Ferro Mónica Puig                  |
| 20 maggio          | Internationaux de Strasbourg 2019 Strasburgo, Francia WTA International 250 000 $ - Terra rossa - 32S/24Q/16D Singolare - Doppio | Daria Gavrilova Ellen Perez 6-4, 6-3               | Duan Yingying Han Xinyun         | Chloé Paquet Aryna Sabalenka      | Dar'ja Gavrilova Marta Kostjuk Fiona Ferro Mónica Puig                  |
| 27 maggio 3 giugno | Open di Francia 2019 Parigi, Francia Grande Slam 23 029 029 $ - Terra rossa 128S/96Q/64D/32X Singolare - Doppio - Doppio misto   | Ashleigh Barty 6-1, 6-3                            | Markéta Vondroušová              | Amanda Anisimova Johanna Konta    | Madison Keys Simona Halep Sloane Stephens Petra Martić                  |
| 27 maggio 3 giugno | Open di Francia 2019 Parigi, Francia Grande Slam 23 029 029 $ - Terra rossa 128S/96Q/64D/32X Singolare - Doppio - Doppio misto   | Tímea Babos Kristina Mladenovic 6-2, 6-3           | Duan Yingying Zheng Saisai       | Amanda Anisimova Johanna Konta    | Madison Keys Simona Halep Sloane Stephens Petra Martić                  |
| 27 maggio 3 giugno | Open di Francia 2019 Parigi, Francia Grande Slam 23 029 029 $ - Terra rossa 128S/96Q/64D/32X Singolare - Doppio - Doppio misto   | Latisha Chan Ivan Dodig 6-1, 7–6(5)                | Gabriela Dabrowski Mate Pavić    | Amanda Anisimova Johanna Konta    | Madison Keys Simona Halep Sloane Stephens Petra Martić                  |

### Giugno
| Settimana | Torneo | Campionesse                                       | Finaliste                                       | Semifinaliste                         | Eliminate ai quarti                                                        |
| --------- | --- | ------------------------------------------------- | ----------------------------------------------- | ------------------------------------- | -------------------------------------------------------------------------- |
| 10 giugno | Nature Valley Open 2019 Nottingham, Gran Bretagna WTA International 250 000 $ - Erba - 32S/24Q/16D Singolare - Doppio    | Caroline Garcia 2-6, 7–6(4), 7–6(4)               | Donna Vekić                                     | Jennifer Brady Tatjana Maria          | Elena-Gabriela Ruse Maria Sakkarī Ajla Tomljanović Kristina Mladenovic     |
| 10 giugno | Nature Valley Open 2019 Nottingham, Gran Bretagna WTA International 250 000 $ - Erba - 32S/24Q/16D Singolare - Doppio    | Desirae Krawczyk Giuliana Olmos 7–6(5), 7-5       | Ellen Perez Arina Rodionova                     | Jennifer Brady Tatjana Maria          | Elena-Gabriela Ruse Maria Sakkarī Ajla Tomljanović Kristina Mladenovic     |
| 10 giugno | Libéma Open 2019 's-Hertogenbosch, Paesi Bassi WTA International 250 000 $ - Erba - 32S/24Q/16D Singolare - Doppio       | Alison Riske 0-6, 7–6(3), 7-5                     | Kiki Bertens                                    | Elena Rybakina Veronika Kudermetova   | Natal'ja Vichljanceva Kirsten Flipkens Ekaterina Aleksandrova Greet Minnen |
| 10 giugno | Libéma Open 2019 's-Hertogenbosch, Paesi Bassi WTA International 250 000 $ - Erba - 32S/24Q/16D Singolare - Doppio       | Shūko Aoyama Aleksandra Krunić 7-5, 6-3           | Lesley Kerkhove Bibiane Schoofs                 | Elena Rybakina Veronika Kudermetova   | Natal'ja Vichljanceva Kirsten Flipkens Ekaterina Aleksandrova Greet Minnen |
| 17 giugno | Nature Valley Classic 2019 Birmingham, Gran Bretagna WTA Premier 1 006 263 $ - Erba - 32S/32Q/16D Singolare - Doppio     | Ashleigh Barty 6-3, 7-5                           | Julia Görges                                    | Petra Martić Barbora Strýcová         | Yulia Putintseva Jeļena Ostapenko Kristýna Plíšková Venus Williams         |
| 17 giugno | Nature Valley Classic 2019 Birmingham, Gran Bretagna WTA Premier 1 006 263 $ - Erba - 32S/32Q/16D Singolare - Doppio     | Hsieh Su-wei Barbora Strýcová 6-4, 6(4)–7, [10-8] | Anna-Lena Grönefeld Demi Schuurs                | Petra Martić Barbora Strýcová         | Yulia Putintseva Jeļena Ostapenko Kristýna Plíšková Venus Williams         |
| 17 giugno | Mallorca Open 2019 Maiorca, Spagna WTA International 250 000 $ - Erba - 32S/24Q/16D Singolare - Doppio                   | Sofia Kenin 6(2)–7, 7–6(5), 6-4                   | Belinda Bencic                                  | Angelique Kerber Anastasija Sevastova | Caroline Garcia Amanda Anisimova Elise Mertens Yafan Wang                  |
| 17 giugno | Mallorca Open 2019 Maiorca, Spagna WTA International 250 000 $ - Erba - 32S/24Q/16D Singolare - Doppio                   | Kirsten Flipkens Johanna Larsson 6-2, 6-4         | María José Martínez Sánchez Sara Sorribes Tormo | Angelique Kerber Anastasija Sevastova | Caroline Garcia Amanda Anisimova Elise Mertens Yafan Wang                  |
| 24 giugno | Nature Valley International 2019 Eastbourne, Gran Bretagna WTA Premier 998 712 $ - Erba - 48S/24Q/16D Singolare - Doppio | Karolína Plíšková 6-1, 6-4                        | Angelique Kerber                                | Ons Jabeur Kiki Bertens               | Alizé Cornet Simona Halep Aryna Sabalenka Ekaterina Aleksandrova           |
| 24 giugno | Nature Valley International 2019 Eastbourne, Gran Bretagna WTA Premier 998 712 $ - Erba - 48S/24Q/16D Singolare - Doppio | Chan Hao-ching Latisha Chan 2-6, 6-3, [10-6]      | Kirsten Flipkens Bethanie Mattek-Sands          | Ons Jabeur Kiki Bertens               | Alizé Cornet Simona Halep Aryna Sabalenka Ekaterina Aleksandrova           |

### Luglio
| Settimana          | Torneo | Campionesse                                        | Finaliste                              | Semifinaliste                       | Eliminate ai quarti                                                      |
| ------------------ | --- | -------------------------------------------------- | -------------------------------------- | ----------------------------------- | ------------------------------------------------------------------------ |
| 1º luglio 8 luglio | Torneo di Wimbledon 2019 Londra, Gran Bretagna Grande Slam 38 000 000 £ - Erba - 128S/128Q/64D/16Q/48X Singolare - Doppio - Doppio misto | Simona Halep 6-2, 6-2                              | Serena Williams                        | Barbora Strýcová Elina Svitolina    | Alison Riske Johanna Konta Karolína Muchová Zhang Shuai                  |
| 1º luglio 8 luglio | Torneo di Wimbledon 2019 Londra, Gran Bretagna Grande Slam 38 000 000 £ - Erba - 128S/128Q/64D/16Q/48X Singolare - Doppio - Doppio misto | Hsieh Su-wei Barbora Strýcová 6-2, 6-4             | Gabriela Dabrowski Xu Yifan            | Barbora Strýcová Elina Svitolina    | Alison Riske Johanna Konta Karolína Muchová Zhang Shuai                  |
| 1º luglio 8 luglio | Torneo di Wimbledon 2019 Londra, Gran Bretagna Grande Slam 38 000 000 £ - Erba - 128S/128Q/64D/16Q/48X Singolare - Doppio - Doppio misto | Ivan Dodig Latisha Chan 6-2, 6-3                   | Robert Lindstedt Jeļena Ostapenko      | Barbora Strýcová Elina Svitolina    | Alison Riske Johanna Konta Karolína Muchová Zhang Shuai                  |
| 15 luglio          | BRD Bucarest Open 2019 Bucarest, Romania WTA International 250 000 $ - Terra rossa - 32S/32Q/16D Singolare - Doppio                      | Elena Rybakina 6-2, 6-0                            | Patricia Maria Tig                     | Laura Siegemund Martina Di Giuseppe | Kristýna Plíšková Irina-Camelia Begu Barbora Krejčíková Viktória Kužmová |
| 15 luglio          | BRD Bucarest Open 2019 Bucarest, Romania WTA International 250 000 $ - Terra rossa - 32S/32Q/16D Singolare - Doppio                      | Viktória Kužmová Kristýna Plíšková 6-4, 7–6(3)     | Jaqueline Cristian Elena-Gabriela Ruse | Laura Siegemund Martina Di Giuseppe | Kristýna Plíšková Irina-Camelia Begu Barbora Krejčíková Viktória Kužmová |
| 15 luglio          | Ladies Open Lausanne 2019 Losanna, Svizzera WTA International 250 000 $ - Terra rossa - 32S/24Q/16D Singolare - Doppio                   | Fiona Ferro 6-1, 2-6, 6-1                          | Alizé Cornet                           | Tamara Korpatsch Bernarda Pera      | Jil Teichmann Natal'ja Vichljanceva Samantha Stosur Han Xinyun           |
| 15 luglio          | Ladies Open Lausanne 2019 Losanna, Svizzera WTA International 250 000 $ - Terra rossa - 32S/24Q/16D Singolare - Doppio                   | Anastasija Potapova Jana Sizikova 6-2, 6-4         | Monique Adamczak Han Xinyun            | Tamara Korpatsch Bernarda Pera      | Jil Teichmann Natal'ja Vichljanceva Samantha Stosur Han Xinyun           |
| 22 luglio          | Baltic Open 2019 Jūrmala, Lettonia WTA International 250 000 $ - Terra rossa - 32S/24Q/16D Singolare - Doppio                            | Anastasija Sevastova 3-6, 7-5, 6-4                 | Katarzyna Kawa                         | Anastasija Potapova Bernarda Pera   | Irina Bara Patricia Maria Tig Nina Stojanović Chloé Paquet               |
| 22 luglio          | Baltic Open 2019 Jūrmala, Lettonia WTA International 250 000 $ - Terra rossa - 32S/24Q/16D Singolare - Doppio                            | Sharon Fichman Nina Stojanović 2-6, 7-6(1), [10-6] | Jeļena Ostapenko Galina Voskoboeva     | Anastasija Potapova Bernarda Pera   | Irina Bara Patricia Maria Tig Nina Stojanović Chloé Paquet               |
| 22 luglio          | Internazionali Femminili di Palermo 2019 Palermo, Italia WTA International 250 000 $ - Terra rossa - 32S/24Q/16D Singolare - Doppio      | Jil Teichmann 7–6(3), 6-2                          | Kiki Bertens                           | Paula Badosa Ljudmila Samsonova     | Jasmine Paolini Arantxa Rus Fiona Ferro Anna-Lena Friedsam               |
| 22 luglio          | Internazionali Femminili di Palermo 2019 Palermo, Italia WTA International 250 000 $ - Terra rossa - 32S/24Q/16D Singolare - Doppio      | Cornelia Lister Renata Voráčová 7–6(2), 6-2        | Ekaterine Gorgodze Arantxa Rus         | Paula Badosa Ljudmila Samsonova     | Jasmine Paolini Arantxa Rus Fiona Ferro Anna-Lena Friedsam               |
| 29 luglio          | Mubadala Silicon Valley Classic 2019 San Jose, Stati Uniti WTA Premier 876 183 $ - Cemento - 28S/16Q/16D Singolare - Doppio              | Zheng Saisai 6-3, 7–6(3)                           | Aryna Sabalenka                        | Maria Sakkarī Donna Vekić           | Elina Svitolina Amanda Anisimova Kristie Ahn Carla Suárez Navarro        |
| 29 luglio          | Mubadala Silicon Valley Classic 2019 San Jose, Stati Uniti WTA Premier 876 183 $ - Cemento - 28S/16Q/16D Singolare - Doppio              | Nicole Melichar Květa Peschke 6-4, 6-4             | Shūko Aoyama Ena Shibahara             | Maria Sakkarī Donna Vekić           | Elina Svitolina Amanda Anisimova Kristie Ahn Carla Suárez Navarro        |
| 29 luglio          | Citi Open 2019 Washington, Stati Uniti WTA International 250 000 $ - Cemento - 32S/16Q/16D Singolare - Doppio                            | Jessica Pegula 6-2, 6-2                            | Camila Giorgi                          | Caty McNally Anna Kalinskaja        | Zarina Diyas Hsieh Su-wei Lauren Davis Kristina Mladenovic               |
| 29 luglio          | Citi Open 2019 Washington, Stati Uniti WTA International 250 000 $ - Cemento - 32S/16Q/16D Singolare - Doppio                            | Cori Gauff Caty McNally 6-2, 6-2                   | Maria Sanchez Fanny Stollár            | Caty McNally Anna Kalinskaja        | Zarina Diyas Hsieh Su-wei Lauren Davis Kristina Mladenovic               |

### Agosto
| Settimana             | Torneo | Campionesse                                               | Finaliste                            | Semifinaliste                  | Eliminate ai quarti                                        |
| --------------------- | --- | --------------------------------------------------------- | ------------------------------------ | ------------------------------ | ---------------------------------------------------------- |
| 5 agosto              | Canadian Open 2019 Toronto, Canada WTA Premier 5 2 830 000 $ - Cemento - 56S/48Q/28D Singolare - Doppio                  | Bianca Andreescu 3-1, rit.                                | Serena Williams                      | Sofia Kenin Marie Bouzková     | Elina Svitolina Karolína Plíšková Simona Halep Naomi Ōsaka |
| 5 agosto              | Canadian Open 2019 Toronto, Canada WTA Premier 5 2 830 000 $ - Cemento - 56S/48Q/28D Singolare - Doppio                  | Barbora Krejčíková Kateřina Siniaková 7-5, 6-0            | Anna-Lena Grönefeld Demi Schuurs     | Sofia Kenin Marie Bouzková     | Elina Svitolina Karolína Plíšková Simona Halep Naomi Ōsaka |
| 12 agosto             | Cincinnati Open 2019 Cincinnati, Stati Uniti WTA Premier 5 2 944 486 $ - Cemento - 56S/48Q/28D Singolare - Doppio        | Madison Keys 7-5, 7–6(5)                                  | Svetlana Kuznecova                   | Ashleigh Barty Sofia Kenin     | Maria Sakkarī Karolína Plíšková Venus Williams Naomi Ōsaka |
| 12 agosto             | Cincinnati Open 2019 Cincinnati, Stati Uniti WTA Premier 5 2 944 486 $ - Cemento - 56S/48Q/28D Singolare - Doppio        | Lucie Hradecká Andreja Klepač 6-4, 6-1                    | Anna-Lena Grönefeld Demi Schuurs     | Ashleigh Barty Sofia Kenin     | Maria Sakkarī Karolína Plíšková Venus Williams Naomi Ōsaka |
| 19 agosto             | NYJTL Bronx Open 2019 New York, Stati Uniti WTA International 250 000 $ - Cemento - 30S/16Q/16D Singolare - Doppio       | Magda Linette 5-7, 7-5, 6-4                               | Camila Giorgi                        | Wang Qiang Kateřina Siniaková  | Anna Blinkova Alizé Cornet Karolína Muchová Bernarda Pera  |
| 19 agosto             | NYJTL Bronx Open 2019 New York, Stati Uniti WTA International 250 000 $ - Cemento - 30S/16Q/16D Singolare - Doppio       | Darija Jurak María José Martínez Sánchez 7-5, 2-6, [10-7] | Margarita Gasparjan Monica Niculescu | Wang Qiang Kateřina Siniaková  | Anna Blinkova Alizé Cornet Karolína Muchová Bernarda Pera  |
| 26 agosto 2 settembre | US Open 2019 New York, Stati Uniti Grand Slam 27 047 500 $ - Cemento 128S/128Q/64D/32X Singolare - Doppio - Doppio misto | Bianca Andreescu 6-3, 7-5                                 | Serena Williams                      | Belinda Bencic Elina Svitolina | Donna Vekić Elise Mertens Johanna Konta Wang Qiang         |
| 26 agosto 2 settembre | US Open 2019 New York, Stati Uniti Grand Slam 27 047 500 $ - Cemento 128S/128Q/64D/32X Singolare - Doppio - Doppio misto | Elise Mertens Aryna Sabalenka 7-5, 7-5                    | Viktoryja Azaranka Ashleigh Barty    | Belinda Bencic Elina Svitolina | Donna Vekić Elise Mertens Johanna Konta Wang Qiang         |
| 26 agosto 2 settembre | US Open 2019 New York, Stati Uniti Grand Slam 27 047 500 $ - Cemento 128S/128Q/64D/32X Singolare - Doppio - Doppio misto | Bethanie Mattek-Sands Jamie Murray 6-2, 6-3               | Chan Hao-ching Michael Venus         | Belinda Bencic Elina Svitolina | Donna Vekić Elise Mertens Johanna Konta Wang Qiang         |

### Settembre
| Settimana    | Torneo | Campionesse                                           | Finaliste                           | Semifinaliste                           | Eliminate ai quarti                                                  |
| ------------ | --- | ----------------------------------------------------- | ----------------------------------- | --------------------------------------- | -------------------------------------------------------------------- |
| 9 settembre  | Zhengzhou Open 2019 Zhengzhou, Cina WTA Premier 1 000 000 $ - Cemento - 28S/32Q/16D Singolare - Doppio                               | Karolína Plíšková 6-3, 6-2                            | Petra Martić                        | Ajla Tomljanović Kristina Mladenovic    | Sofia Kenin Zheng Saisai Aryna Sabalenka Elina Svitolina             |
| 9 settembre  | Zhengzhou Open 2019 Zhengzhou, Cina WTA Premier 1 000 000 $ - Cemento - 28S/32Q/16D Singolare - Doppio                               | Nicole Melichar Květa Peschke 6-1, 7–6(2)             | Yanina Wickmayer Tamara Zidanšek    | Ajla Tomljanović Kristina Mladenovic    | Sofia Kenin Zheng Saisai Aryna Sabalenka Elina Svitolina             |
| 9 settembre  | Hana-cupid Japan Women's Open 2019 Hiroshima, Giappone WTA International 250 000 $ - Cemento - 32S/32Q/16D Singolare - Doppio        | Nao Hibino 6-3, 6-2                                   | Misaki Doi                          | Mihaela Buzărnescu Veronika Kudermetova | Hsieh Su-wei Alison Van Uytvanck Sara Sorribes Tormo Laura Siegemund |
| 9 settembre  | Hana-cupid Japan Women's Open 2019 Hiroshima, Giappone WTA International 250 000 $ - Cemento - 32S/32Q/16D Singolare - Doppio        | Misaki Doi Nao Hibino 3-6, 6-4, [10-4]                | Christina McHale Valerija Savinych  | Mihaela Buzărnescu Veronika Kudermetova | Hsieh Su-wei Alison Van Uytvanck Sara Sorribes Tormo Laura Siegemund |
| 9 settembre  | Jiangxi International Women's Tennis Open 2019 Nanchang, Cina WTA International 250 000 $ - Cemento - 32S/24Q/16D Singolare - Doppio | Rebecca Peterson 6-2, 6-0                             | Elena Rybakina                      | Peng Shuai Nina Stojanović              | Zhu Lin Viktorija Golubic Magda Linette Kateryna Kozlova             |
| 9 settembre  | Jiangxi International Women's Tennis Open 2019 Nanchang, Cina WTA International 250 000 $ - Cemento - 32S/24Q/16D Singolare - Doppio | Wang Xinyu Zhu Lin 6-2, 7–6(5)                        | Peng Shuai Zhang Shuai              | Peng Shuai Nina Stojanović              | Zhu Lin Viktorija Golubic Magda Linette Kateryna Kozlova             |
| 16 settembre | Toray Pan Pacific Open 2019 Osaka, Giappone WTA Premier 823 000 $ - Cemento - 28S/32Q/16D Singolare - Doppio                         | Naomi Ōsaka 6-2, 6-3                                  | Anastasija Pavljučenkova            | Elise Mertens Angelique Kerber          | Yulia Putintseva Camila Giorgi Madison Keys Misaki Doi               |
| 16 settembre | Toray Pan Pacific Open 2019 Osaka, Giappone WTA Premier 823 000 $ - Cemento - 28S/32Q/16D Singolare - Doppio                         | Chan Hao-ching Latisha Chan 7-5, 7-5                  | Hsieh Su-wei Hsieh Yu-chieh         | Elise Mertens Angelique Kerber          | Yulia Putintseva Camila Giorgi Madison Keys Misaki Doi               |
| 16 settembre | Guangzhou International Women's Open 2019 Canton, Cina WTA International 500 000 $ - Cemento - 32S/24Q/16D Singolare - Doppio        | Sofia Kenin 6(4)–7, 6-4, 6-2                          | Samantha Stosur                     | Anna Blinkova Viktorija Golubic         | Marie Bouzková Jasmine Paolini Zhang Shuai Nina Stojanović           |
| 16 settembre | Guangzhou International Women's Open 2019 Canton, Cina WTA International 500 000 $ - Cemento - 32S/24Q/16D Singolare - Doppio        | Peng Shuai Laura Siegemund 6-2, 6-1                   | Alexa Guarachi Giuliana Olmos       | Anna Blinkova Viktorija Golubic         | Marie Bouzková Jasmine Paolini Zhang Shuai Nina Stojanović           |
| 16 settembre | Korea Open 2019 Seul, Corea del Sud WTA International 250 000 $ - Cemento - 32S/32Q/16D Singolare - Doppio                           | Karolína Muchová 6-1, 6-1                             | Magda Linette                       | Wang Yafan Ekaterina Aleksandrova       | Paula Badosa Priscilla Hon Kirsten Flipkens Kristie Ahn              |
| 16 settembre | Korea Open 2019 Seul, Corea del Sud WTA International 250 000 $ - Cemento - 32S/32Q/16D Singolare - Doppio                           | Lara Arruabarrena Tatjana Maria 7–6(7), 3-6, [10-7]   | Hayley Carter Luisa Stefani         | Wang Yafan Ekaterina Aleksandrova       | Paula Badosa Priscilla Hon Kirsten Flipkens Kristie Ahn              |
| 23 settembre | Wuhan Open 2019 Wuhan, Cina WTA Premier 5 2 828 000 $ - Cemento - 56S/32Q/16D Singolare - Doppio                                     | Aryna Sabalenka 6-3, 3-6, 6-1                         | Alison Riske                        | Ashleigh Barty Petra Kvitová            | Petra Martić Elena Rybakina Elina Svitolina Dajana Jastrems'ka       |
| 23 settembre | Wuhan Open 2019 Wuhan, Cina WTA Premier 5 2 828 000 $ - Cemento - 56S/32Q/16D Singolare - Doppio                                     | Duan Yingying Veronika Kudermetova 7–6(3), 6-2        | Elise Mertens Aryna Sabalenka       | Ashleigh Barty Petra Kvitová            | Petra Martić Elena Rybakina Elina Svitolina Dajana Jastrems'ka       |
| 23 settembre | Tashkent Open 2019 Tashkent, Uzbekistan WTA International 250 000 $ - Cemento - 32S/16Q/16D Singolare - Doppio                       | Alison Van Uytvanck 6-2, 4-6, 6-4                     | Sorana Cîrstea                      | Kristýna Plíšková Katarina Zavac'ka     | Viktória Kužmová Pauline Parmentier Anna Kalinskaja Danka Kovinić    |
| 23 settembre | Tashkent Open 2019 Tashkent, Uzbekistan WTA International 250 000 $ - Cemento - 32S/16Q/16D Singolare - Doppio                       | Hayley Carter Luisa Stefani 6-3, 7–6(4)               | Dalila Jakupović Sabrina Santamaria | Kristýna Plíšková Katarina Zavac'ka     | Viktória Kužmová Pauline Parmentier Anna Kalinskaja Danka Kovinić    |
| 30 settembre | China Open 2019 Pechino, Cina WTA Premier Mandatory 8 285 274 $ - Cemento - 61S/32Q/28D Singolare - Doppio                           | Naomi Ōsaka 3-6, 6-3, 6-2                             | Ashleigh Barty                      | Kiki Bertens Caroline Wozniacki         | Petra Kvitová Elina Svitolina Bianca Andreescu Dar'ja Kasatkina      |
| 30 settembre | China Open 2019 Pechino, Cina WTA Premier Mandatory 8 285 274 $ - Cemento - 61S/32Q/28D Singolare - Doppio                           | Sofia Kenin Bethanie Mattek-Sands 6-3, 6(5)–7, [10-7] | Jeļena Ostapenko Dajana Jastrems'ka | Kiki Bertens Caroline Wozniacki         | Petra Kvitová Elina Svitolina Bianca Andreescu Dar'ja Kasatkina      |

### Ottobre
| Settimana  | Torneo | Campionesse                                    | Finaliste                              | Semifinaliste                          | Eliminate ai quarti |
| ---------- | --- | ---------------------------------------------- | -------------------------------------- | -------------------------------------- | --- |
| 7 ottobre  | Tianjin Open 2019 Tientsin, Cina WTA International 500 000 $ - Cemento - 32S/24Q/16D Singolare - Doppio                         | Rebecca Peterson 6-4, 6-4                      | Heather Watson                         | Ons Jabeur Veronika Kudermetova        | Yulia Putintseva Wang Yafan Dajana Jastrems'ka Magda Linette |
| 7 ottobre  | Tianjin Open 2019 Tientsin, Cina WTA International 500 000 $ - Cemento - 32S/24Q/16D Singolare - Doppio                         | Shūko Aoyama Ena Shibahara 6-3, 7-5            | Nao Hibino Miyu Katō                   | Ons Jabeur Veronika Kudermetova        | Yulia Putintseva Wang Yafan Dajana Jastrems'ka Magda Linette |
| 7 ottobre  | Upper Austria Ladies Linz 2019 Linz, Austria WTA International 250 000 $ - Cemento indoor - 32S/32Q/16D Singolare - Doppio      | Cori Gauff 6-3, 1-6, 6-2                       | Jeļena Ostapenko                       | Andrea Petković Ekaterina Aleksandrova | Kiki Bertens Viktória Kužmová Kristina Mladenovic Elena Rybakina |
| 7 ottobre  | Upper Austria Ladies Linz 2019 Linz, Austria WTA International 250 000 $ - Cemento indoor - 32S/32Q/16D Singolare - Doppio      | Barbora Krejčíková Kateřina Siniaková 6-4, 6-3 | Barbara Haas Xenia Knoll               | Andrea Petković Ekaterina Aleksandrova | Kiki Bertens Viktória Kužmová Kristina Mladenovic Elena Rybakina |
| 14 ottobre | Kremlin Cup 2019 Mosca, Russia WTA Premier 1 032 000 $ - Cemento indoor - 28S/32Q/16D Singolare - Doppio                        | Belinda Bencic 3-6, 6-1, 6-1                   | Anastasija Pavljučenkova               | Karolína Muchová Kristina Mladenovic   | Veronika Kudermetova Ekaterina Aleksandrova Kirsten Flipkens Kiki Bertens |
| 14 ottobre | Kremlin Cup 2019 Mosca, Russia WTA Premier 1 032 000 $ - Cemento indoor - 28S/32Q/16D Singolare - Doppio                        | Shūko Aoyama Ena Shibahara 6-2, 6-1            | Kirsten Flipkens Bethanie Mattek-Sands | Karolína Muchová Kristina Mladenovic   | Veronika Kudermetova Ekaterina Aleksandrova Kirsten Flipkens Kiki Bertens |
| 14 ottobre | BGL Luxembourg Open 2019 Lussemburgo, Lussemburgo WTA International 250 000 $ - Cemento indoor - 32S/32Q/16D Singolare - Doppio | Jeļena Ostapenko 6-4, 6-1                      | Julia Görges                           | Anna Blinkova Elena Rybakina           | Antonia Lottner Margarita Gasparjan Laura Siegemund Mónica Puig |
| 14 ottobre | BGL Luxembourg Open 2019 Lussemburgo, Lussemburgo WTA International 250 000 $ - Cemento indoor - 32S/32Q/16D Singolare - Doppio | Cori Gauff Caty McNally 6-2, 6-2               | Kaitlyn Christian Alexa Guarachi       | Anna Blinkova Elena Rybakina           | Antonia Lottner Margarita Gasparjan Laura Siegemund Mónica Puig |
| 21 ottobre | WTA Elite Trophy 2019 Zhuhai, Cina Torneo di fine anno 2 419 844 $ - Cemento indoor - 12S (RR)/6D (RR) Singolare - Doppio       | Aryna Sabalenka 6-4, 6-2                       | Kiki Bertens                           | Zheng Saisai Karolína Muchová          | Round Robin Gruppo Azalea Dajana Jastrems'ka Donna Vekić Gruppo Camelia Sofia Kenin Alison Riske Gruppo Orchidea Petra Martić Madison Keys Gruppo Rosa Elise Mertens Maria Sakkarī |
| 21 ottobre | WTA Elite Trophy 2019 Zhuhai, Cina Torneo di fine anno 2 419 844 $ - Cemento indoor - 12S (RR)/6D (RR) Singolare - Doppio       | Ljudmyla Kičenok Andreja Klepač 6-3, 6-3       | Duan Yingying Yang Zhaoxuan            | Zheng Saisai Karolína Muchová          | Round Robin Gruppo Azalea Dajana Jastrems'ka Donna Vekić Gruppo Camelia Sofia Kenin Alison Riske Gruppo Orchidea Petra Martić Madison Keys Gruppo Rosa Elise Mertens Maria Sakkarī |
| 28 ottobre | WTA Finals 2019 Shenzhen, Cina Torneo di fine anno 14 000 000 $ - Cemento indoor - 8S (RR)/8D Singolare - Doppio                | Ashleigh Barty 6-4, 6-3                        | Elina Svitolina                        | Karolína Plíšková Belinda Bencic       | Round Robin Gruppo Rosso Kiki Bertens Petra Kvitová Naomi Ōsaka Gruppo Viola Simona Halep Sofia Kenin Bianca Andreescu                                                             |
| 28 ottobre | WTA Finals 2019 Shenzhen, Cina Torneo di fine anno 14 000 000 $ - Cemento indoor - 8S (RR)/8D Singolare - Doppio                | Tímea Babos Kristina Mladenovic 6-1, 6-3       | Barbora Strýcová Hsieh Su-wei          | Karolína Plíšková Belinda Bencic       | Round Robin Gruppo Rosso Kiki Bertens Petra Kvitová Naomi Ōsaka Gruppo Viola Simona Halep Sofia Kenin Bianca Andreescu                                                             |

### Novembre
| Settimana  | Torneo                                           | Campionesse | Finaliste | Semifinaliste | Eliminate ai quarti |
| ---------- | ------------------------------------------------ | ----------- | --------- | ------------- | ------------------- |
| 4 novembre | Fed Cup 2019 - Finale Perth, Australia - Cemento | Francia 3-2 | Australia |               |                     |

## Distribuzione punti
| Descrizione                | W            | F            | SF   | QF                                                                        | R16                                                                       | R32                                                                       | R64                                                                       | R128                                                                      | QLFR                                                                      | Q3                                                                        | Q2 | Q1 |
| -------------------------- | ------------ | ------------ | ---- | ------------------------------------------------------------------------- | ------------------------------------------------------------------------- | ------------------------------------------------------------------------- | ------------------------------------------------------------------------- | ------------------------------------------------------------------------- | ------------------------------------------------------------------------- | ------------------------------------------------------------------------- | -- | -- |
| Grand Slam (S)             | 2000         | 1300         | 780  | 430                                                                       | 240                                                                       | 130                                                                       | 70                                                                        | 10                                                                        | 40                                                                        | 30                                                                        | 20 | 2  |
| Grand Slam (D)             | 2000         | 1300         | 780  | 430                                                                       | 240                                                                       | 130                                                                       | 10                                                                        | -                                                                         | 40                                                                        | -                                                                         | -  | -  |
| WTA Finals (S)             | 1500* (+420) | 1080* (+330) | 750* | (250 per ogni match del girone vinto 125 per ogni match del girone perso) | (250 per ogni match del girone vinto 125 per ogni match del girone perso) | (250 per ogni match del girone vinto 125 per ogni match del girone perso) | (250 per ogni match del girone vinto 125 per ogni match del girone perso) | (250 per ogni match del girone vinto 125 per ogni match del girone perso) | (250 per ogni match del girone vinto 125 per ogni match del girone perso) | (250 per ogni match del girone vinto 125 per ogni match del girone perso) | -  | -  |
| WTA Finals (D)             | 1500         | 1080         | 750  | 375                                                                       | -                                                                         | -                                                                         | -                                                                         | -                                                                         | -                                                                         | -                                                                         | -  | -  |
| Premier Mandatory (96S)    | 1000         | 650          | 390  | 215                                                                       | 120                                                                       | 65                                                                        | 35                                                                        | 10                                                                        | 30                                                                        | -                                                                         | 20 | 2  |
| Premier Mandatory (64S)    | 1000         | 650          | 390  | 215                                                                       | 120                                                                       | 65                                                                        | 10                                                                        | -                                                                         | 30                                                                        | -                                                                         | 20 | 2  |
| Premier Mandatory (28/32D) | 1000         | 650          | 390  | 215                                                                       | 120                                                                       | 10                                                                        | -                                                                         | -                                                                         | -                                                                         | -                                                                         | -  | -  |
| Premier 5 (56S)            | 900          | 585          | 350  | 190                                                                       | 105                                                                       | 60                                                                        | 1                                                                         | -                                                                         | 30                                                                        | 22                                                                        | 15 | 1  |
| Premier 5 (28D)            | 900          | 585          | 350  | 190                                                                       | 105                                                                       | 1                                                                         | -                                                                         | -                                                                         | -                                                                         | -                                                                         | -  | -  |
| WTA Elite Trophy           | 700*         | 440*         | 240* | (120 per ogni match del girone vinto 40 per ogni match del girone perso)  | (120 per ogni match del girone vinto 40 per ogni match del girone perso)  | (120 per ogni match del girone vinto 40 per ogni match del girone perso)  | (120 per ogni match del girone vinto 40 per ogni match del girone perso)  | (120 per ogni match del girone vinto 40 per ogni match del girone perso)  | (120 per ogni match del girone vinto 40 per ogni match del girone perso)  | (120 per ogni match del girone vinto 40 per ogni match del girone perso)  | -  | -  |
| Premier (56S)              | 470          | 305          | 185  | 100                                                                       | 55                                                                        | 30                                                                        | 1                                                                         | -                                                                         | 25                                                                        | -                                                                         | 13 | 1  |
| Premier (32S)              | 470          | 305          | 185  | 100                                                                       | 55                                                                        | 1                                                                         | -                                                                         | -                                                                         | 25                                                                        | 18                                                                        | 13 | 1  |
| Premier (16D)              | 470          | 305          | 185  | 100                                                                       | 1                                                                         | -                                                                         | -                                                                         | -                                                                         | -                                                                         | -                                                                         | -  | -  |
| International (32S-32Q)    | 280          | 180          | 110  | 60                                                                        | 30                                                                        | 1                                                                         | -                                                                         | -                                                                         | 18                                                                        | 14                                                                        | 10 | 1  |
| International (32S-24/16Q) | 280          | 180          | 110  | 60                                                                        | 30                                                                        | 1                                                                         | -                                                                         | -                                                                         | 18                                                                        | -                                                                         | 12 | 1  |
| International (16D)        | 280          | 180          | 110  | 60                                                                        | 1                                                                         | -                                                                         | -                                                                         | -                                                                         | -                                                                         | -                                                                         | -  | -  |

- Quota punti vinta con nessuna partita persa nel round robin.

## Ranking a fine anno
Nella tabella riportata sono presenti le prime dieci tenniste a fine stagione.

### Singolare
| #   | Giocatrice        | Punti | Rank. 2018 | /       |
| 1.  | Ashleigh Barty    | 7.851 | 15         | 14      |
| 2.  | Karolína Plíšková | 5.940 | 8          | 2       |
| 3.  | Naomi Ōsaka       | 5.496 | 5          | 2       |
| 4.  | Simona Halep      | 5.462 | 1          | 3       |
| 5.  | Bianca Andreescu  | 5.192 | 178        | 173     |
| 6.  | Elina Svitolina   | 5.075 | 4          | 2       |
| 7.  | Petra Kvitová     | 4.776 | 7          | Stabile |
| 8.  | Belinda Bencic    | 4.745 | 37         | 29      |
| 9.  | Kiki Bertens      | 4.245 | 9          | Stabile |
| 10. | Serena Williams   | 3.935 | 16         | 6       |

Nel corso della stagione tre giocatrici hanno occupato la prima posizione:
- Halep = fine 2018 – 27 gennaio 2019
- Osaka = 28 gennaio – 23 giugno
- Barty = 24 giugno – 11 agosto
- Osaka = 12 agosto – 8 settembre
- Barty = 9 settembre – fine anno

### Doppio
| #   | Giocatrice          | Punti | Rank. 2018 | /       |
| 1.  | Barbora Strýcová    | 7.110 | 5          | 4       |
| 2.  | Kristina Mladenovic | 6.990 | 3          | 1       |
| 3.  | Tímea Babos         | 6.965 | 3          | Stabile |
| 4.  | Hsieh Su-wei        | 6.705 | 17         | 13      |
| 5.  | Aryna Sabalenka     | 6.655 | 61         | 56      |
| 6.  | Elise Mertens       | 6.615 | 11         | 5       |
| 7.  | Kateřina Siniaková  | 4.995 | 1          | 6       |
| 8.  | Gabriela Dabrowski  | 4.950 | 10         | 2       |
| 8.  | Xu Yifan            | 4.950 | 12         | 4       |
| 10. | Zhang Shuai         | 4.705 | 33         | 23      |

Nel corso della stagione quattro giocatrici, di cui una coppia, hanno occupato la prima posizione:
- Krejčíková /  Siniaková = fine 2018 – 13 gennaio 2019
- Siniaková = 14 gennaio – 9 giugno
- Mladenovic = 10 giugno – 14 luglio
- Strýcová = 15 luglio – 6 ottobre
- Mladenovic = 7 ottobre – 20 ottobre
- Strýcová = 21 ottobre – fine anno